# Balsamine des bois
Impatiens noli-tangere
Espèce
Classification phylogénétique
La Balsamine des bois (Impatiens noli-tangere), encore appelée Impatiente ne-me-touchez-pas, est une espèce de plante à fleurs de la famille des Balsaminacées. 
C'est une plante herbacée annuelle (haute de 20 à 100 cm). 
Cette espèce (comme d'autres espèces voisines) doit son nom d'impatiente à la forte réactivité de son fruit au toucher : la capsule mûre explose quand on veut la saisir et peut projeter les graines à quelques mètres par autochorie.

## Description
Feuilles alternes légèrement dentées, fleurs jaunes.

### Caractéristiques
Organes reproducteurs
- Type d'inflorescence : racème simple
- Répartition des sexes : hermaphrodite
- Type de pollinisation : entomogame, autogame
- Période de floraison : juillet à août

Graine
- Type de fruit : capsule
- Mode de dissémination : autochore

Habitat et répartition
- Habitat type : espèce hygrophile, psychrophile et hémisciaphile des substrats enrichis en nutriments, c'est une annuelle pionnière des ourlets eutrophiques, layons fangeux, clairières et lisières médioeuropéennes, mégaphorbiaies et fossés au sein des aulnaies-frênaies et peupleraies de substitution. On la trouve habituellement dans les bois ou les endroits ombragés de 100 à 1 400 mètres.
- Aire de répartition : eurasiatique.

Données d'après : Julve, Ph., 1998 ff. - Baseflor. Index botanique, écologique et chorologique de la flore de France. Version : 23 avril 2004. 

Impatiens noli-tangere, fleur et fruit
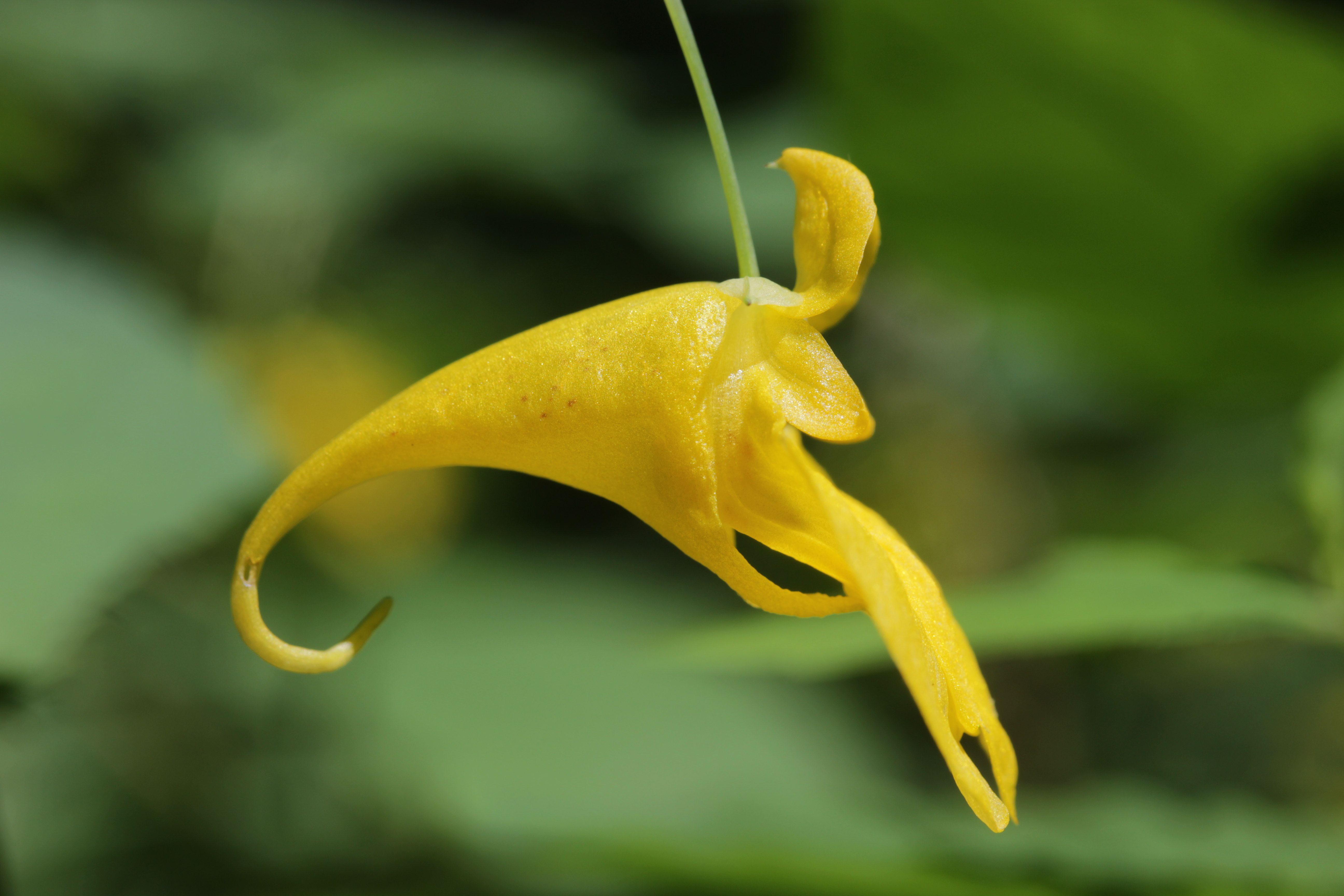
La fleur, long cornet terminé par un éperon recourbé et son pédoncule.
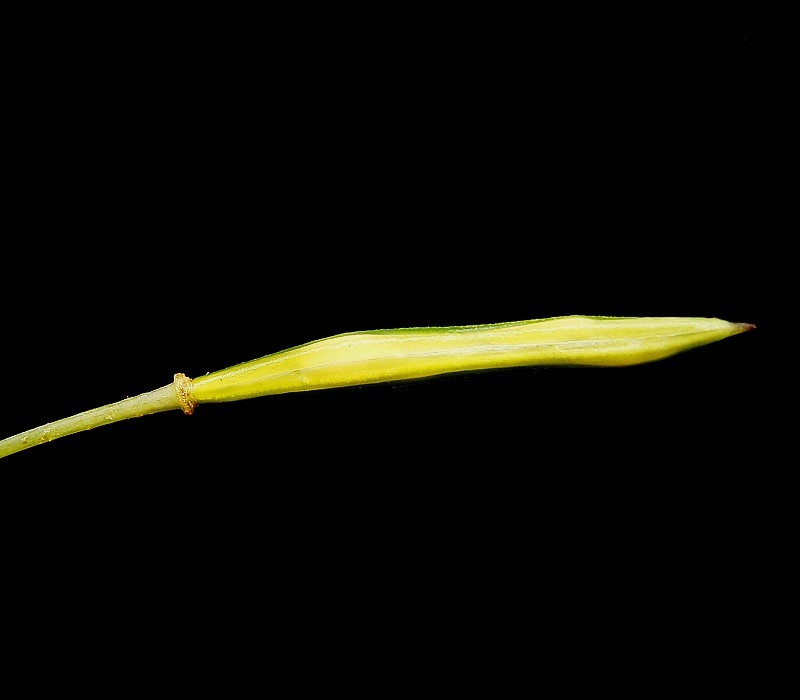
Le fruit cylindrique avant la projection des graines.
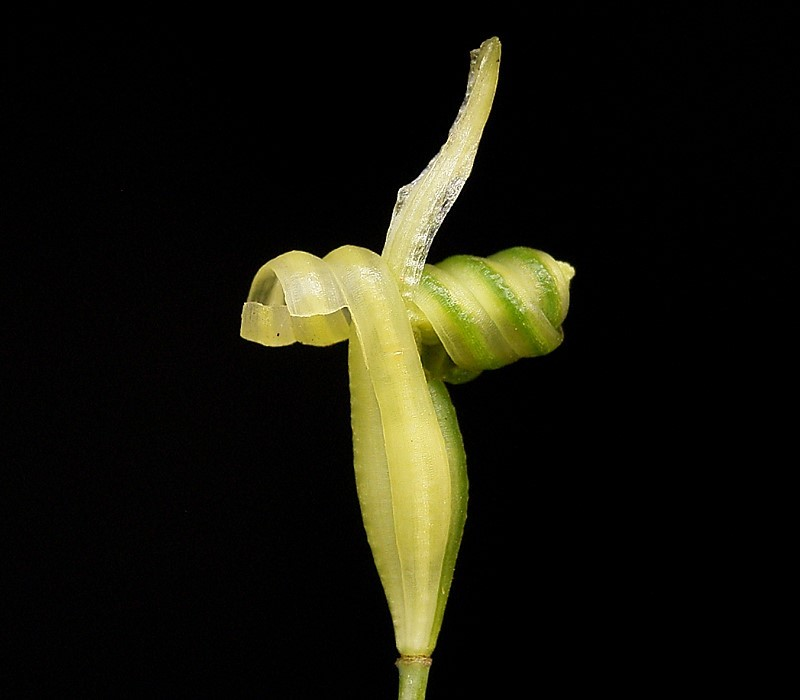
Après projection l'enveloppe s'enroule en spirale.

## Calendrier
La balsamine voit son nom attribué au 6e jour du mois de vendémiaire du calendrier républicain ou révolutionnaire français, généralement chaque 27 septembre du calendrier grégorien.